# チューリッヒ美術館
チューリッヒ美術館 (Kunsthaus Zürich) は、スイスのチューリッヒにあるスイス最大規模のコレクションを誇る美術館である。

## 沿革
1910年に開館して以来、数度に渡って増設工事が行われ、2001年から2005年にも全面改修された。増大するコレクションを展示するため、新たな大規模な拡張計画が予定されている。

## コレクション
後期ゴシックやイタリア・バロック、オランダ絵画、フランドル絵画から印象派絵画、表現主義絵画まで所蔵している。また、フェルディナンド・ホドラーなどスイスの芸術家の作品のほか、アルベルト・ジャコメッティの彫刻72点をはじめとするコレクションも有名。その他にも素描や版画、写真やビデオ作品のコレクションもある。

## ギャラリー

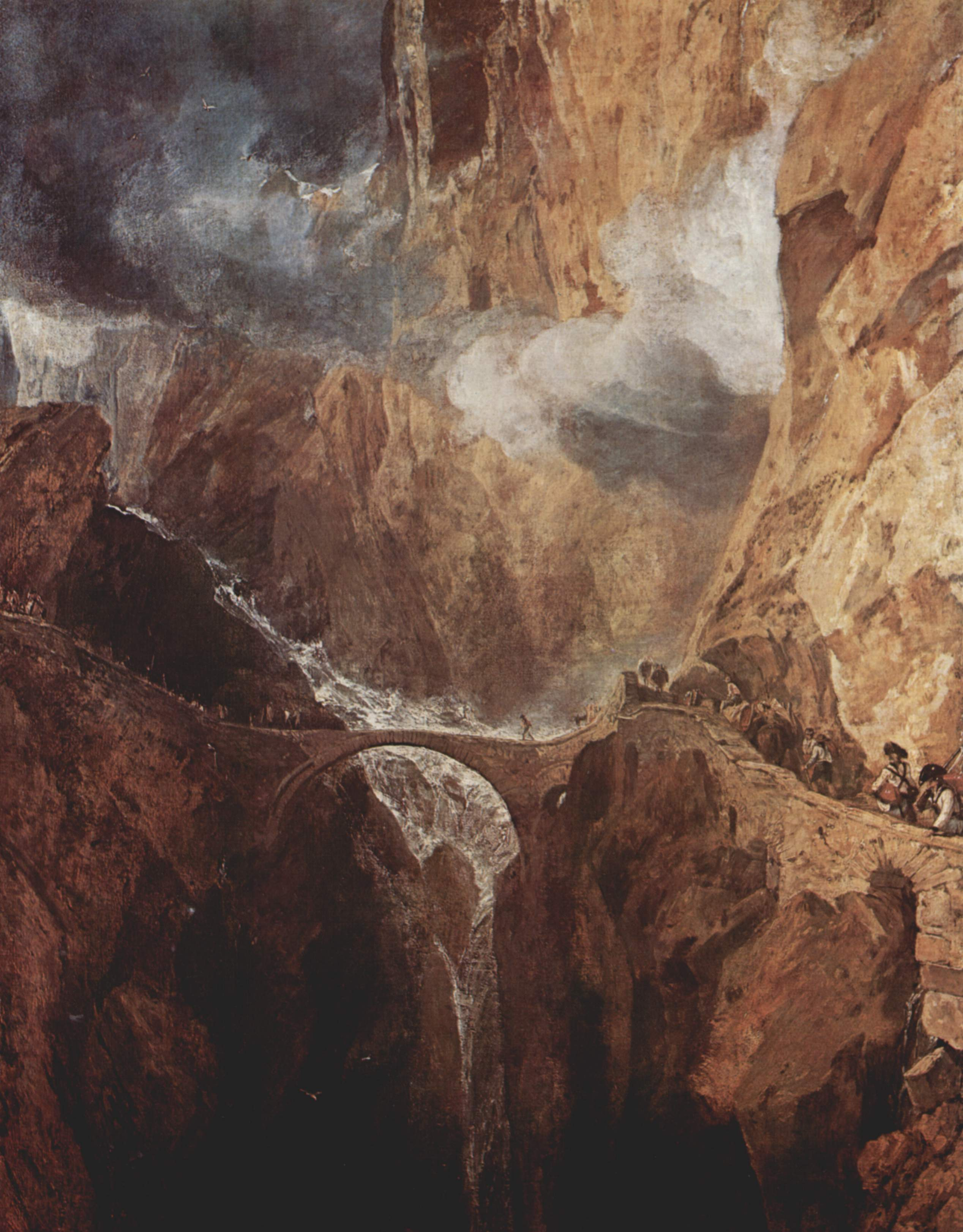
ジョゼフ・マロード・ウィリアム・ターナー, Die Teufelsbrücke St. Gotthard
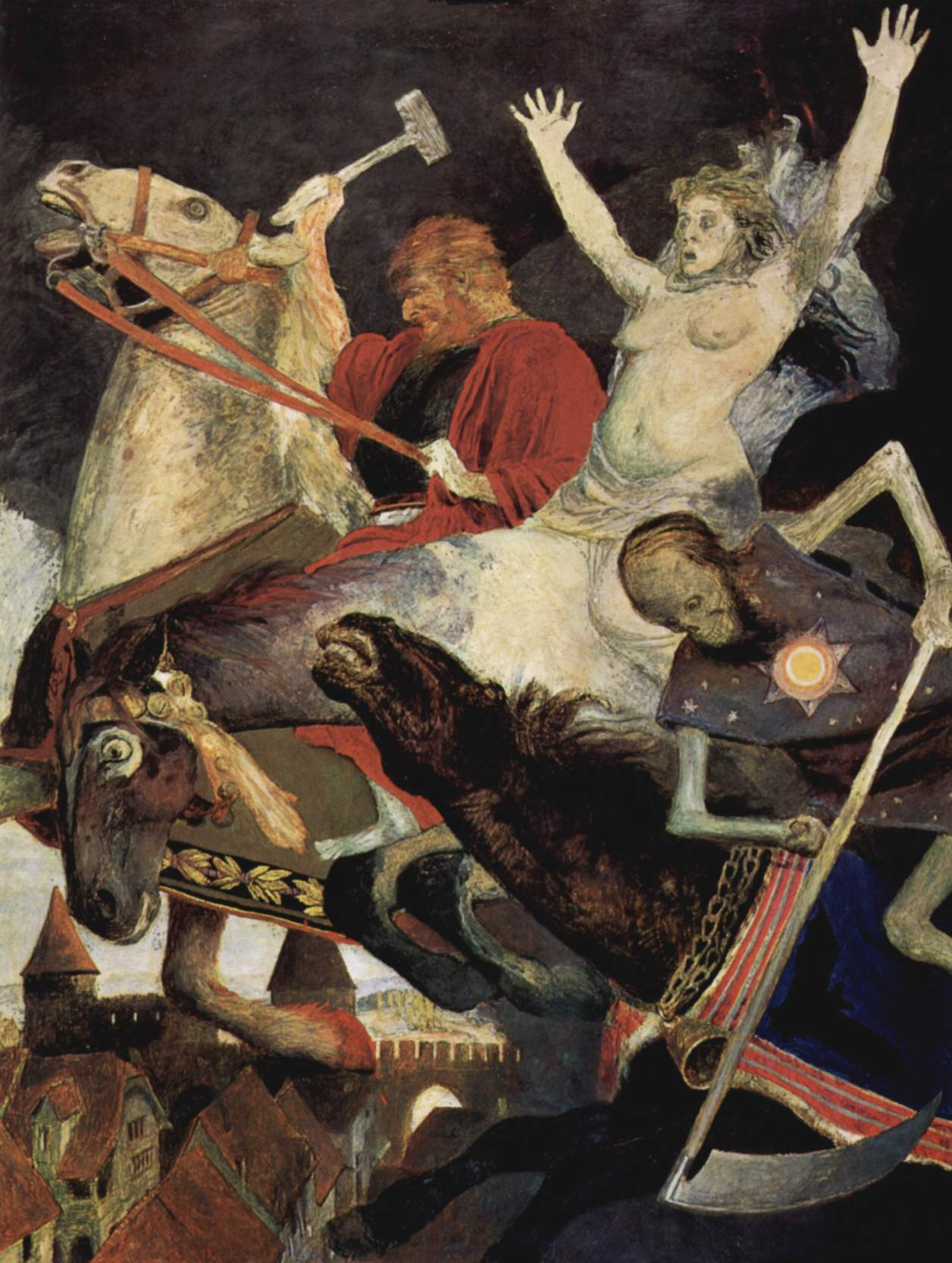
アルノルト・ベックリン, 戦争(Der Krieg)
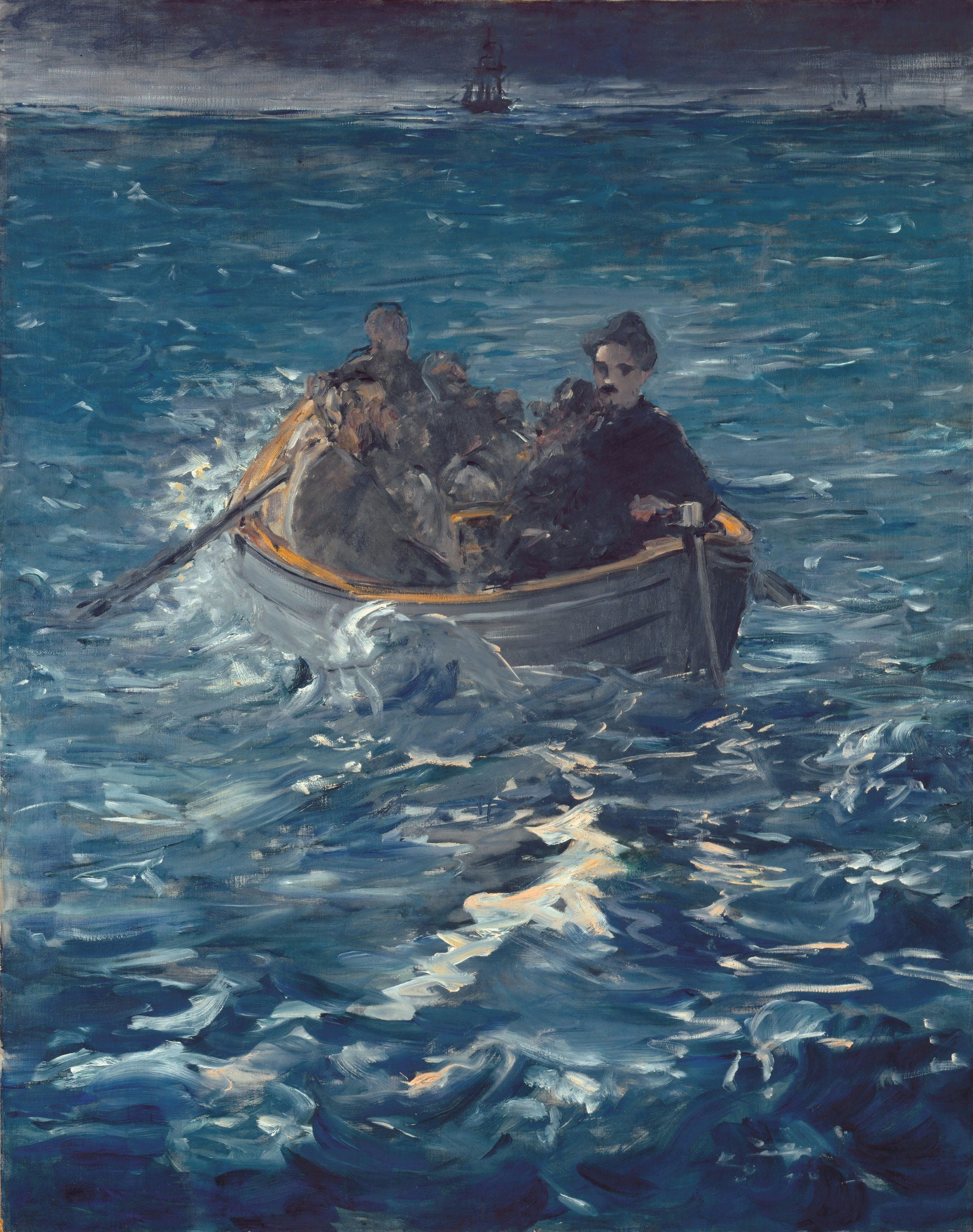
エドゥアール・マネ, Die Flucht des Rochefort
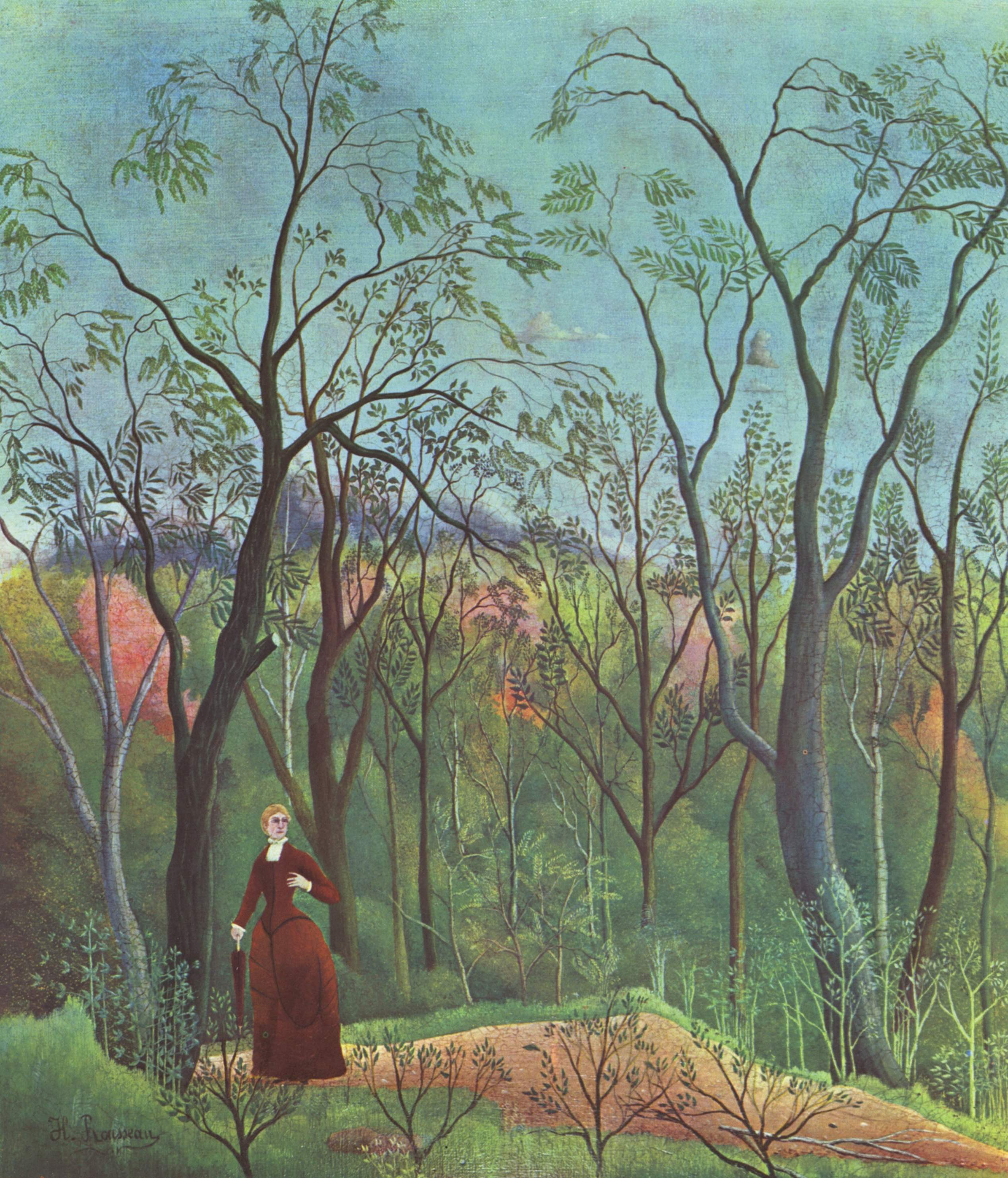
アンリ・ルソー, Am Waldrand
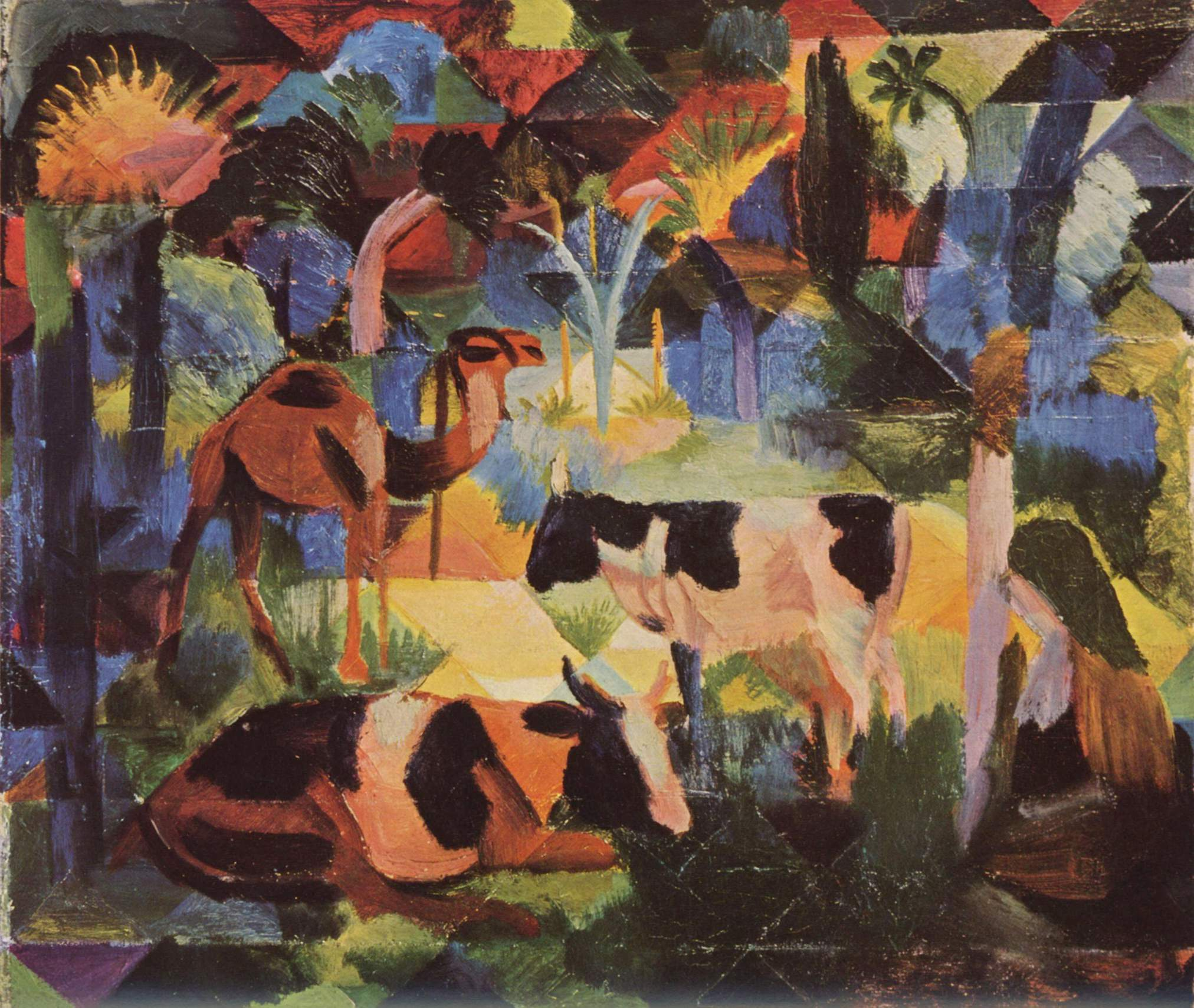
アウグスト・マッケ, Landschaft mit Kühen und Kamel
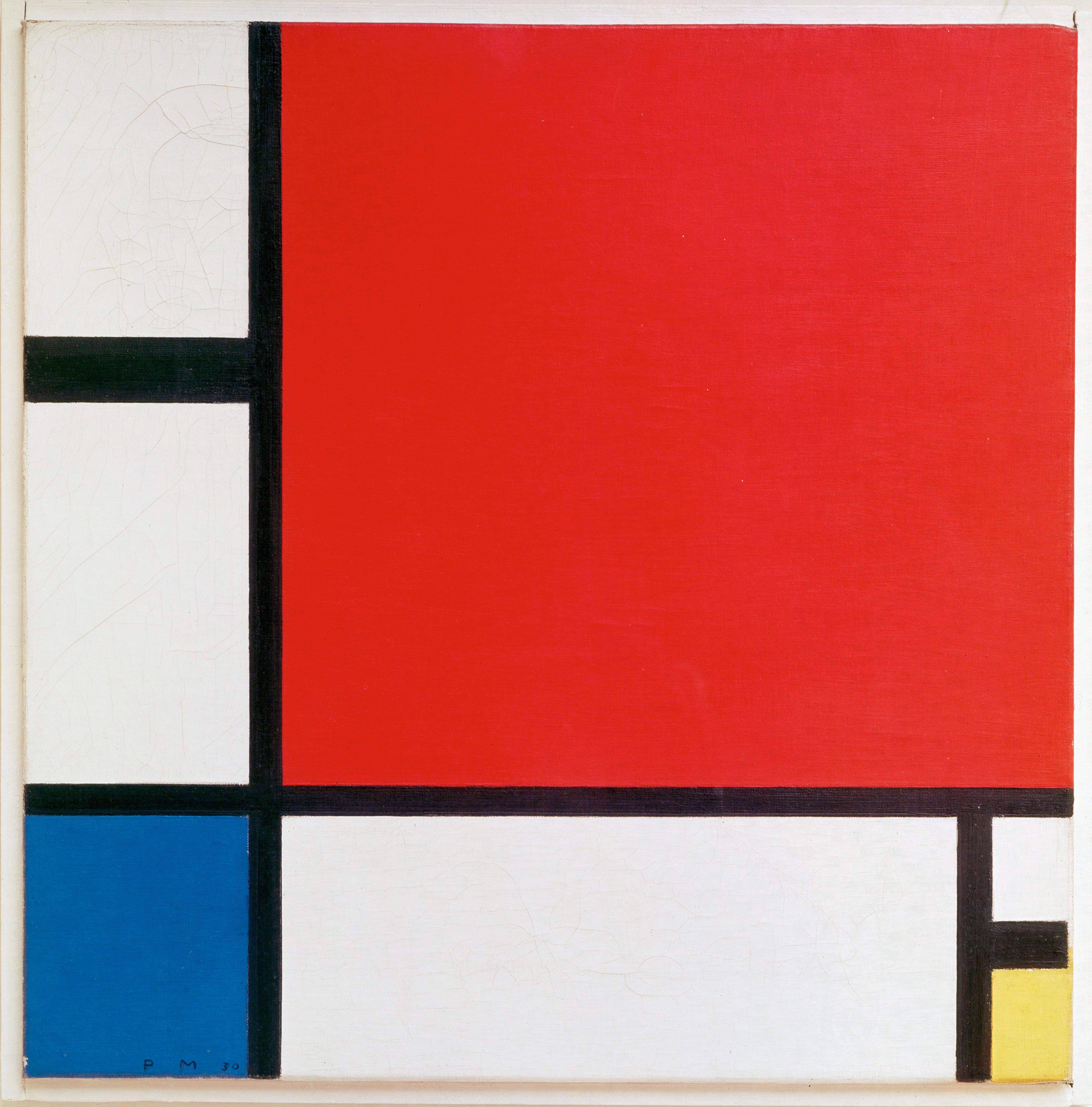
ピエト・モンドリアン, 赤・青・黄のコンポジション(Composition II in Red, Blue, and Yellow)
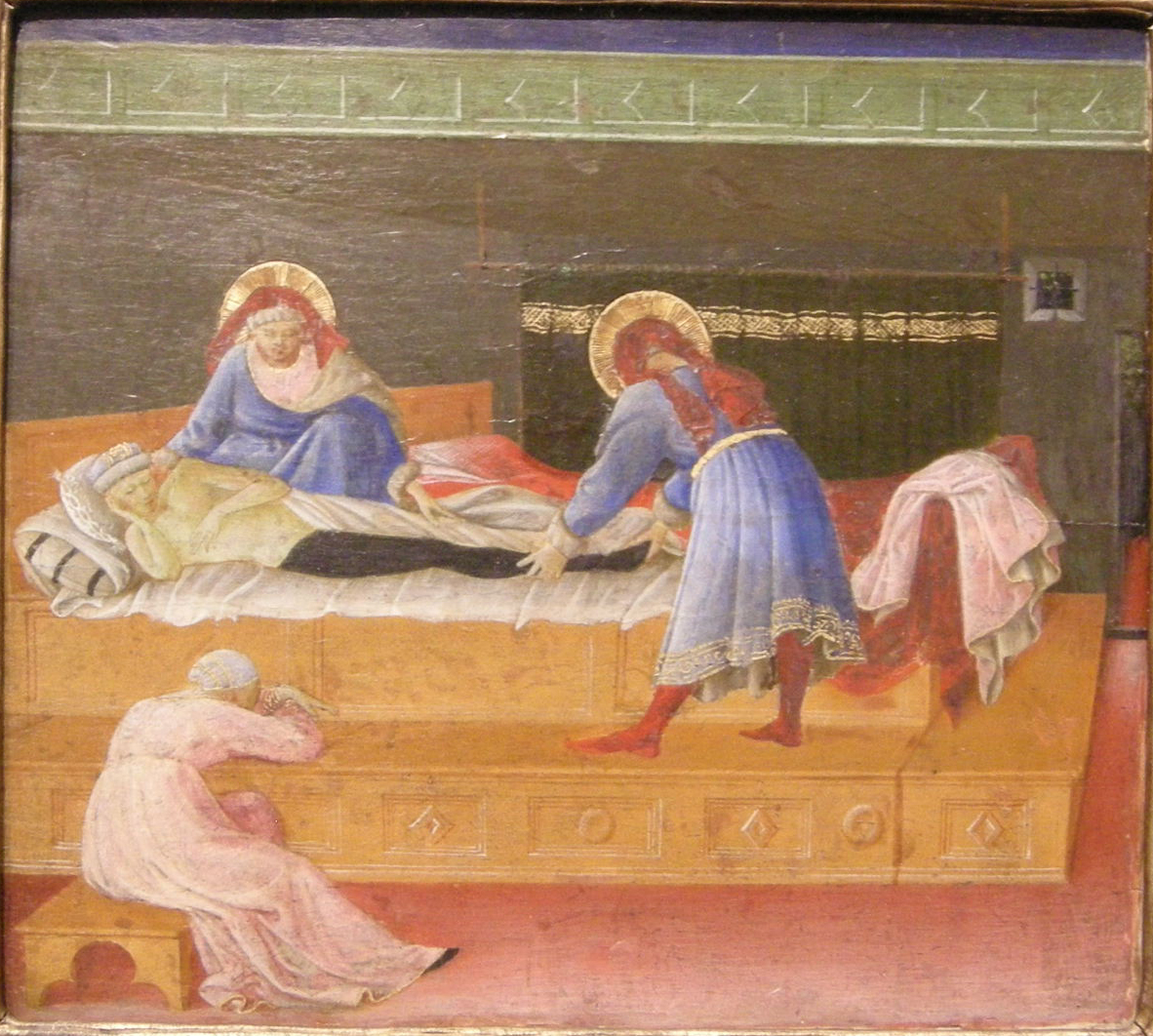
フラ・アンジェリコ: St. Cosmas und Damian, c 1445
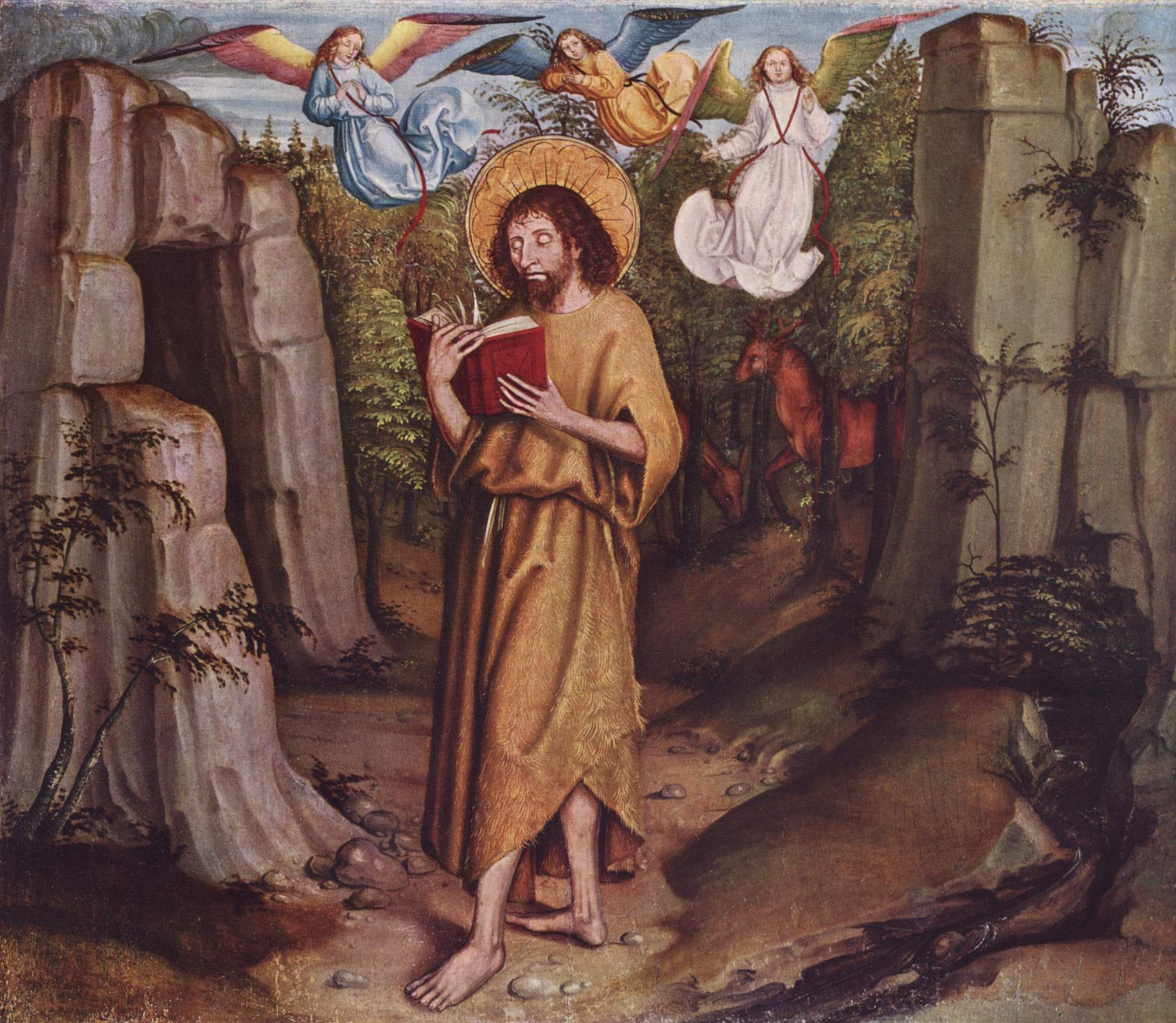
Berner Nelkenmeister: Johannes der Täufer in der Wüste
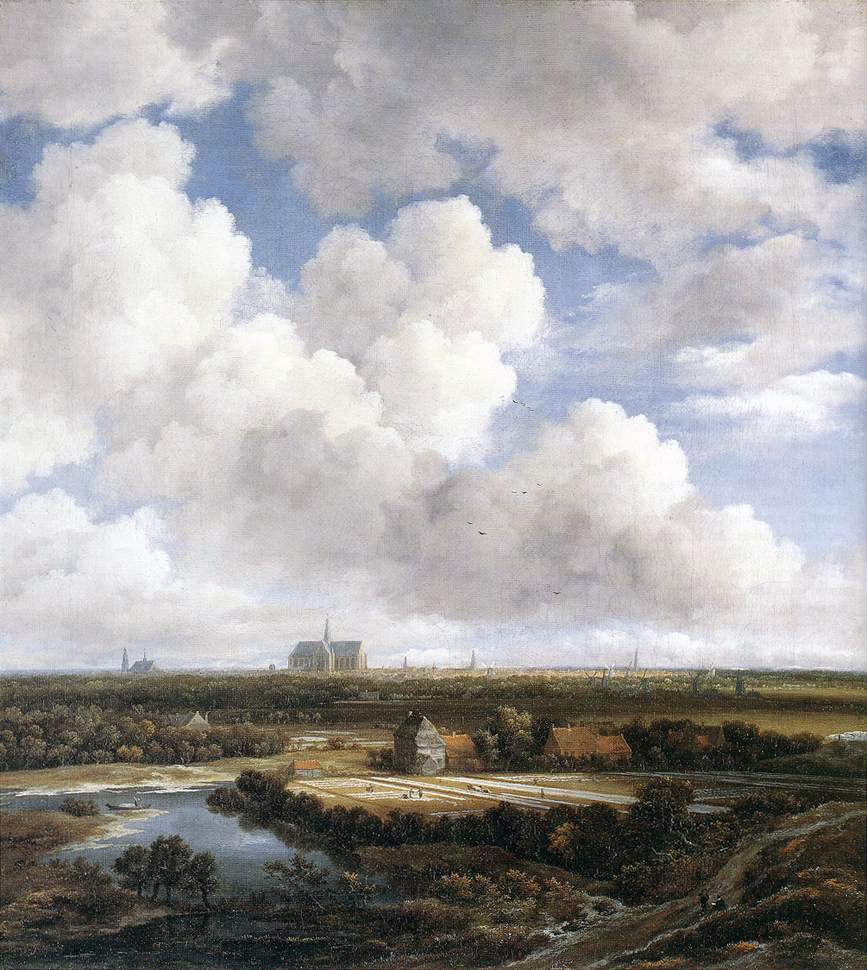
ヤーコプ・ファン・ロイスダール: Ansicht von Haarlem
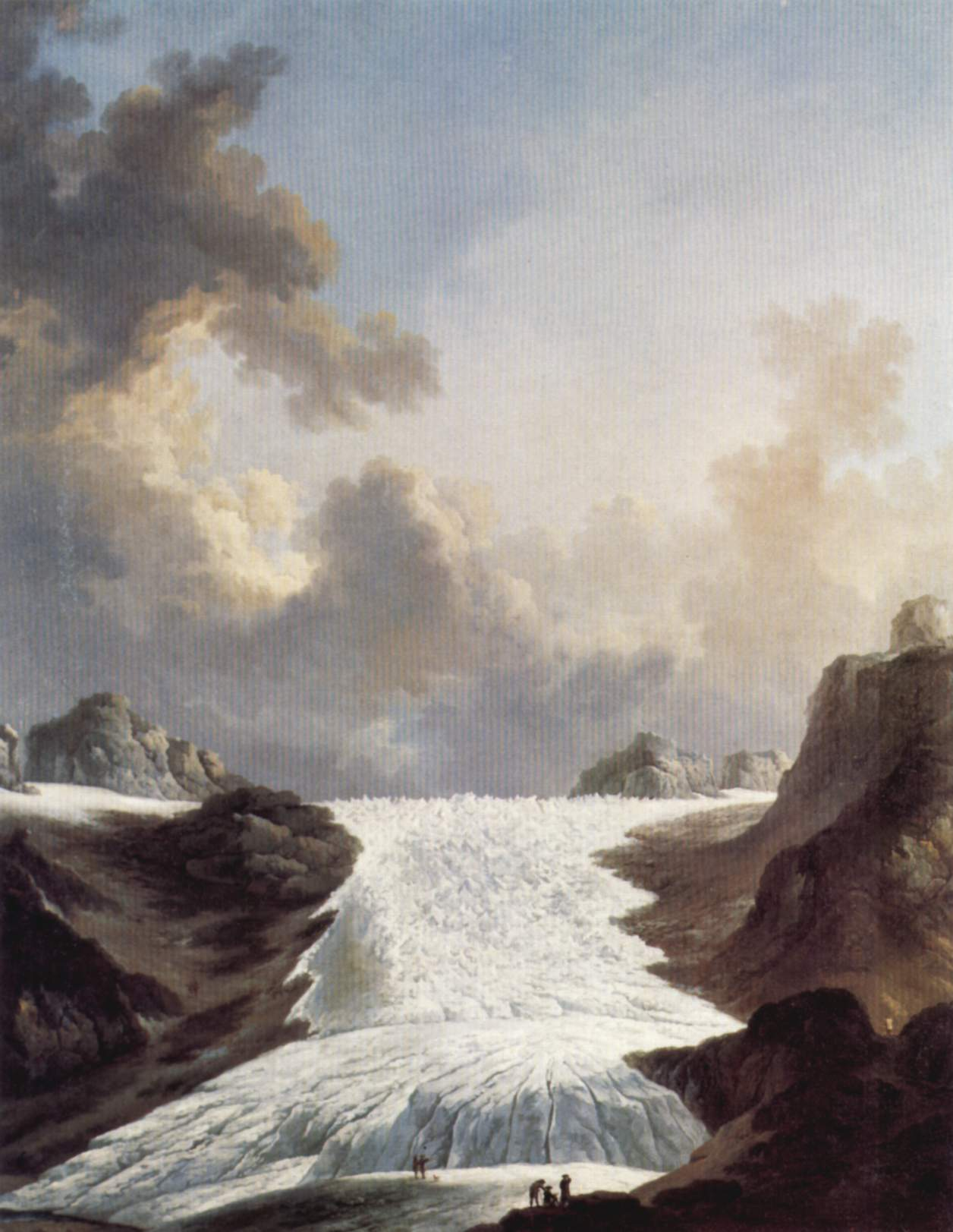
Johann Heinrich Wüest: Der Rhonegletscher, 1795
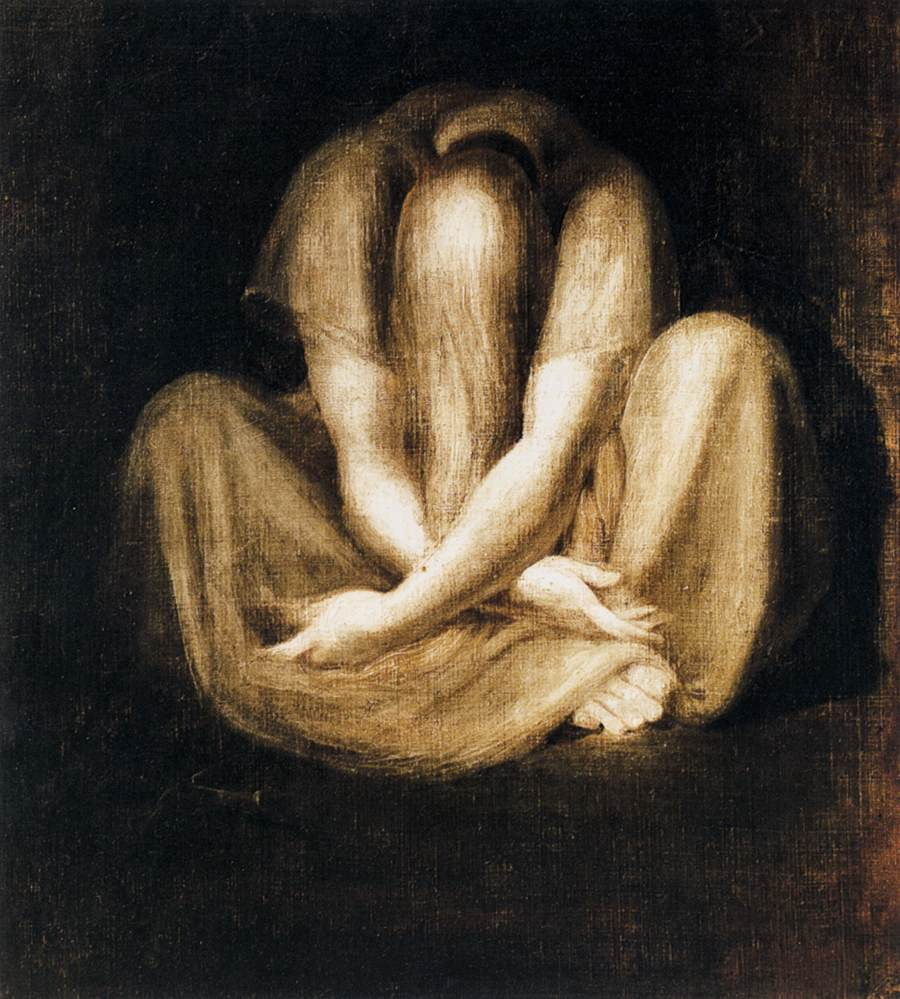
ヨハン・ハインリヒ・フュースリー: Das Schweigen, c 1800
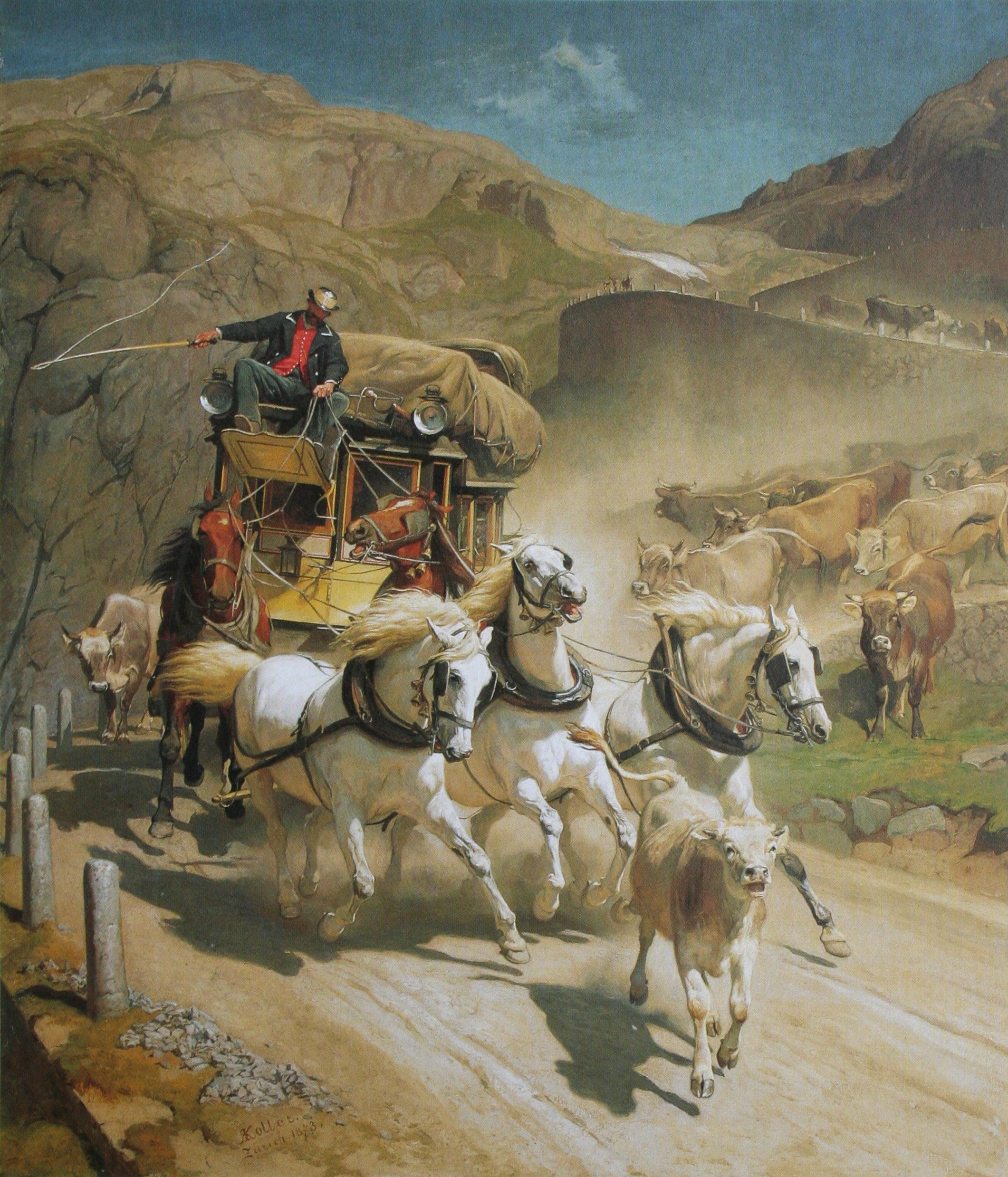
Rudolf Koller: Gotthardpost, 1873
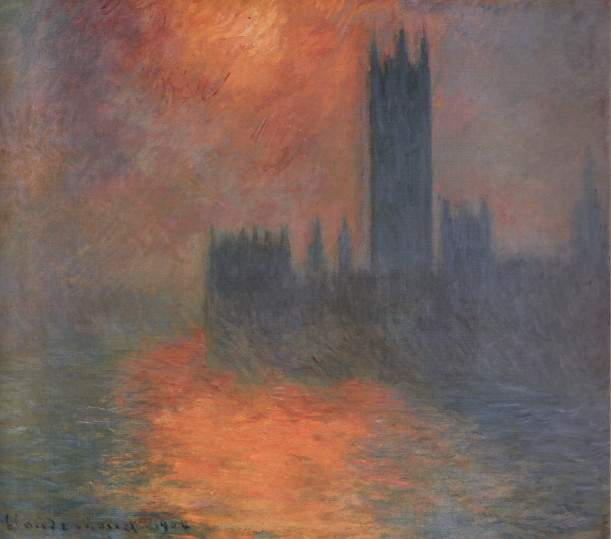
クロード・モネ: Das Parlament bei Sonnenuntergang
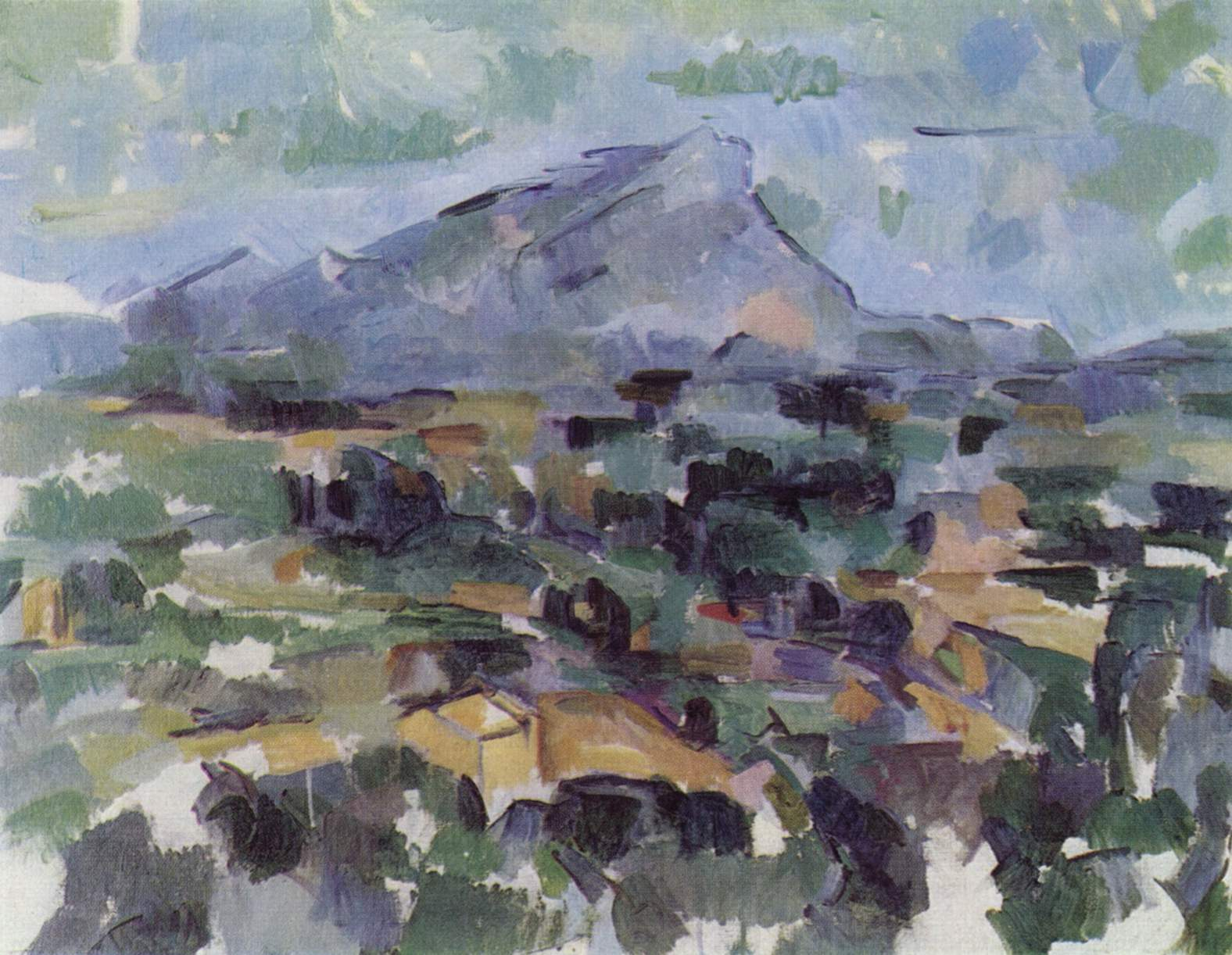
ポール・セザンヌ: Le Mont St. Victoire
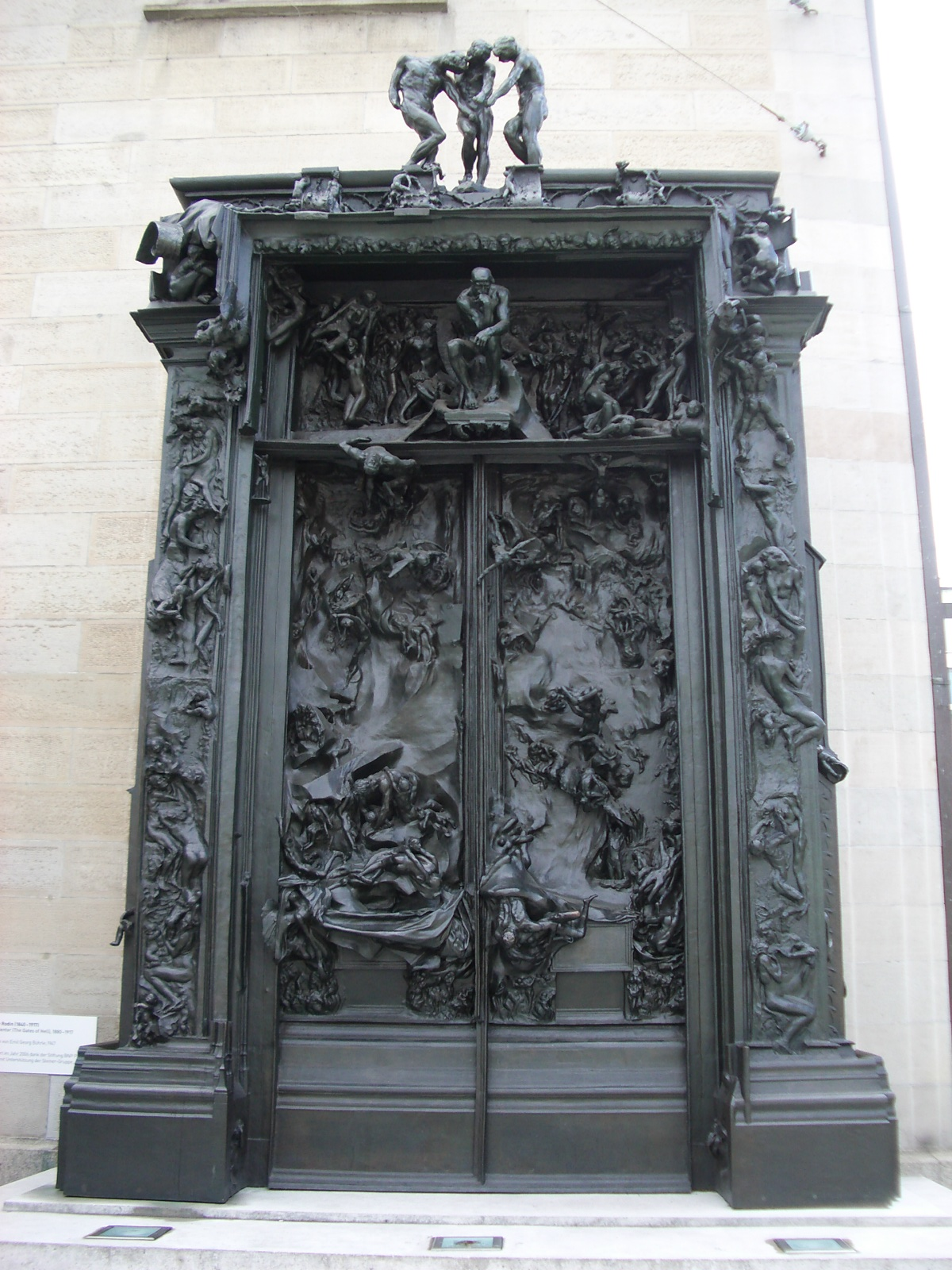
オーギュスト・ロダン: 地獄の門(Das Höllentor), 1880–1917